# Česká fotbalová reprezentace do 16 let
Česká fotbalová reprezentace do 16 let je fotbalový reprezentační tým věkové kategorie U16 České republiky, jehož hráče nominuje Fotbalová asociace České republiky. V minulosti se tento tým účastnil každoročního Mistrovství Evropy hráčů do 16 let. V roce 2002 byl tento šampionát změněn na šampionát kategorie U17. Reprezentace se účastní turnajů jako je Aegean Cup v Turecku nebo Viktor Bannikov Memorial na Ukrajině.
Ve věkové kategorii se reprezentaci České republiky nikdy nepodařilo vyhrát šampionát, podařilo se to ale reprezentaci Československa v roce 1990 pod vedením Petra Huděce.

## Seznam trenérů
- 1993 – 1994 Josef Krejča
- 1994 – 1995 Petr Huděc
- 1995 – 1996 Josef Krejča
- 1996 – 1997 Petr Huděc
- 1997 – 1998 Josef Krejča
- 1998 – 1999 Oldřich Štěpán
- 1999 – 2000 Josef Krejča
- 2000 – 2001 Oldřich Štěpán
- 2001 – 2002 Pavel Malura
- 2002 – 2003 Jakub Dovalil
- 2003 – 2004 Jiří Plíšek
- 2004 – 2005 Jakub Dovalil
- 2005 – 2006 Ivan Kopecký
- 2006 – 2007 Josef Pešice
- 2007 – 2008 Aleš Křeček
- 2008 – 2008 Jiří Štol
- 2009 – 2010 Roman Kučera
- 2010 – 2011 Josef Csaplár
- 2011 – 2013 Aleš Čvančara
- 2013 – 2014 Václav Černý
- 2014 – 2015 Aleš Čvančara[4]
- 2015 – 2016 Petr Janoušek[5]
- 2016 – 2017 Václav Černý[6]
- 2017 – 2018 Václav Kotal[7]
- 2017 – 2018 Radek Bejbl[8]
- 2019 –  Jiří Skála[9]

## Bilance na Mistrovství Evropy Československo
| Rok    | Kolo               | Z | V | R | P | Skóre |
| ------ | ------------------ | - | - | - | - | ----- |
| 1982   | Kvalifikace        | - | - | - | - | -     |
| 1984   | Kvalifikace        | - | - | - | - | -     |
| 1985   | Kvalifikace        | - | - | - | - | -     |
| 1986   | Skupina – 2. místo | - | - | - | - | -     |
| 1987   | Skupina – 3. místo | - | - | - | - | -     |
| 1988   | Kvalifikace        | - | - | - | - | -     |
| 1989   | Kvalifikace        | - | - | - | - | -     |
| 1990   | 1. místo           | - | - | - | - | -     |
| 1991   | Kvalifikace        | - | - | - | - | -     |
| 1992   | Kvalifikace        | - | - | - | - | -     |
| 1993   | 3. místo           | - | - | - | - | -     |
| 1994   | Skupina – 3. místo | - | - | - | - | -     |
| Celkem | 5/12               | - | - | - | - | -     |

## Bilance na Mistrovství Evropy Česká republika
| Rok    | Kolo        | Z | V | R | P | Skóre |
| ------ | ----------- | - | - | - | - | ----- |
| 1995   | Čtvrtfinále | - | - | - | - | -     |
| 1996   | Kvalifikace | - | - | - | - | -     |
| 1997   | Kvalifikace | - | - | - | - | -     |
| 1998   | Kvalifikace | - | - | - | - | -     |
| 1999   | 4. místo    | - | - | - | - | -     |
| 2000   | 2. místo    | - | - | - | - | -     |
| 2001   | Kvalifikace | - | - | - | - | -     |
| Celkem | 3/7         | - | - | - | - | -     |

## Soupiska
Aktuální k 8. září 2020
| # |       | Pozice | Hráč            | Klub                       |
| - | ----- | ------ | --------------- | -------------------------- |
|   | Česko | B      | Petr Janota     | FC Vysočina Jihlava        |
|   | Česko | B      | Oliver Polanský | SK Dynamo České Budějovice |
|   | Česko | O      | Lukáš Ambros    | SK Slavia Praha            |
|   | Česko | O      | Filip Janečka   | 1. FC Slovácko             |
|   | Česko | O      | Ondřej Kukučka  | FC Baník Ostrava           |
|   | Česko | O      | Daniel Kutík    | FC Hradec Králové          |
|   | Česko | O      | Albert Labík    | SK Slavia Praha            |
|   | Česko | O      | Daniel Macej    | FC Baník Ostrava           |
|   | Česko | O      | Daniel Michl    | AC Sparta Praha            |
|   | Česko | O      | František Rott  | AC Sparta Praha            |
|   | Česko | O      | Marek Smejkal   | SK Dynamo České Budějovice |
|   | Česko | O      | Josef Stárek    | AC Sparta Praha            |
|   | Česko | O      | David Tomeška   | 1. FC Slovácko             |
|   | Česko | O      | Patrik Život    | FK Teplice                 |
|   | Česko | Z      | Adam Boček      | AC Sparta Praha            |
|   | Česko | Z      | Samuel Grygar   | FC Baník Ostrava           |

| # |       | Pozice | Hráč           | Klub                       |
| - | ----- | ------ | -------------- | -------------------------- |
|   | Česko | Z      | Filip Hlucháň  | FC Zbrojovka Brno          |
|   | Česko | Z      | Hynek Hruška   | AC Sparta Praha            |
|   | Česko | Z      | Denis Kaulfus  | FK Mladá Boleslav          |
|   | Česko | Z      | Matyáš Korselt | FK Teplice                 |
|   | Česko | Z      | Lukáš Kos      | FC Zbrojovka Brno          |
|   | Česko | Z      | Lukáš Mašek    | FK Mladá Boleslav          |
|   | Česko | Z      | Daniel Samek   | SK Slavia Praha            |
|   | Česko | Z      | Adam Špaček    | SK Dynamo České Budějovice |
|   | Česko | Z      | Tomáš Vach     | FC Viktoria Plzeň          |
|   | Česko | Z      | Adam Zapletal  | SK Slavia Praha            |
|   | Česko | Ú      | Vít Horký      | FC Vysočina Jihlava        |
|   | Česko | Ú      | David Jurčenko | FC Hradec Králové          |
|   | Česko | Ú      | Lukáš Levčík   | FC Baník Ostrava           |
|   | Česko | Ú      | Enes Osmani    | AC Sparta Praha            |
|   | Česko | Ú      | Daniel Šmiga   | FC Baník Ostrava           |
|   | Česko | Ú      | Jiří Tesař     | AC Sparta Praha            |

## Vedení týmu
- Hlavní trenér – Jiří Skála
- Asistenti trenéra – Pavel Čapek, Jan Krajčovič
- Trenér brankářů – Jan Stejskal
- Patron týmu – David Lafata